# Complexe Qizbibi
 (décembre 2023).
 (février 2024).
Si vous disposez d'ouvrages ou d'articles de référence ou si vous connaissez des sites web de qualité traitant du thème abordé ici, merci de compléter l'article en donnant les références utiles à sa vérifiabilité et en les liant à la section « Notes et références ».
Le complexe de Qizbibi est un monument historique (XVIe – XVIIIe siècles) situé dans le district de Jondor de la région de Boukhara, en Ouzbékistan. Il se trouve à 30 km à l'ouest de la ville de Boukhara. Le complexe porte le nom d'Ogʻoyi Buzurg - Qizbibi, une célèbre jeune fille honorée du nom de  « Bibi Maxsumai pok ». Les femmes venaient au sanctuaire de Qizbibi pour chercher la guérison de leurs douleurs. Le complexe de Qizbibi est un exemple d'ensemble architectural qui a rempli un large éventail de fonctions et possède une structure assez complexe.

## Architecture
Le plan général du complexe est proche d'un rectangle, avec une superficie totale de 0,5 hectares. Autour des cours intérieures nord et sud se trouvent une guérite, des cellules, une mosquée-khanqah à portiques, un mausolée, un puits, un bain et d'autres bâtiments dans la partie nord vide ; la cour est recouverte de briques plates. Le complexe est accessible par un portail-dôme (plan de 4,3 x 4,4 mètres) ; de chaque côté du portail se trouvent des salles auxiliaires symétriques (2,1 x 1,8 mètres) ; le portail est relié aux salles du côté ouest par un corridor (0,8 x 3,1 mètres) : l'une d'entre elles est un mausolée, l'autre est une chillakhona (un lieu de retraite spirituelle) ; depuis le portail, il y a une vaste cour (19 x 17 mètres).
Du côté nord de la cour, il y a de plus petites cellules à gauche de la guérite et de plus grandes à droite. Au milieu du côté ouest se trouve une large plateforme, un bain, un puits. Dans la cour se trouve le bâtiment principal du complexe - une mosquée-khanqah (8,2 x 8,2 mètres), qui possède un dôme et dont le portail principal fait face au mausolée de Qizbibi du côté est de la cour. À l'extérieur, des tourelles sont sculptées sur trois coins de la mosquée-khanqah ; deux passages du côté du mihrab la relient au bain. Du côté sud de la khanqah se trouve un portique avec 9 colonnes (10,7 x 11,6 mètres).
Le complexe comprend trois cours. La cour du côté nord du complexe (33 x 9 mètres) est identique à la cour de la mosquée. La cour entre la mosquée et le mausolée (23 x 9 mètres) est située 60 cm plus bas que la cour nord. Du côté est de la cour (la façade de la mosquée), se trouve le mausolée de Qizbibi, qui se compose de deux pièces : la pièce nord est décorée d'un dôme de style Balkhi (4 x 2,8 mètres), la pièce sud abrite le cénotaphe (4,8 x 4,9 mètres) et est couverte d'un simple dôme sans ornements ; seules certaines parties de l'extérieur sont enduites de plâtre de gypse ; du côté ouest du mausolée, il y a un portique.
Parmi les bâtiments du complexe, seul le portique de la mosquée est orné de sculptures en bois, d'inserts en verre entre les blocs empilés et de motifs géométriques plats. Dans la partie nord-est du complexe, entre la guérite et le mausolée, des salles auxiliaires telles qu'une cuisine, une réserve et d'autres ont été construites ultérieurement (elles n'ont pas été préservées). À l'extérieur du complexe, devant la guérite, se trouvait un autre bâtiment qui servait de chillakhona. C'est là que les personnes atteintes de troubles mentaux étaient traitées. Selon certaines sources, seules les femmes étaient autorisées à entrer dans le complexe, en particulier dans le chillakhona.